# Pilea bullata
Pilea bullata är en nässelväxtart som beskrevs av Nathaniel Lord Britton. Pilea bullata ingår i släktet pileor, och familjen nässelväxter. Inga underarter finns listade i Catalogue of Life.